# Jacopo Domenico de Apibus
Jacopo Domenico de Apibus, conosciuto come Crotto da Bergamo (Bergamo, 1300 circa – Bergamo, 1361), è stato un docente italiano.
Era fratello del beato Venturino da Bergamo,ma è conosciuto per il suo contatto epistolare con Francesco Petrarca.

## Biografia
Malgrado non si conoscano i suoi natali che sarebbero indicati a Bergamo intorno al 1300, Jacopo Domenico era figlio del nobile bergamasco Lorenzo Domenico, maestro di scuola: “doctor in grammaticalibus et logicalibus”  e di Caracosa, donna di cui non si conosce il casato ma pare fosse una nobildonna, nonché fratello del beato Venturino da Bergamo. Non conoscendo la sua esatta data di nascita, difficile stabilire quale dei due fratelli fosse il primogenito, l'eredità della famiglia passò però, per volontà paterna, a Jacopo Domenico, in quanto il fratello, essendo frate domenicano, non poteva avere una progenie a cui passare i beni di famiglia, anche se il padre chiese a Domenico di prestare aiuto anche al fratello Venturino. L'eredità aveva un beneficio annuo di 6 soldi imperial. Il testamento includeva anche l'obbligo di mantenere agli studi uno scolaro povero almeno per due anni, e, nel caso non avesse avuto una discendenza, di disporre tutto il patrimonio a favore della Congregazione della Misericordia Maggiore di Bergamo, purché lasciasse un beneficio agli studenti di Bologna.
Il padre Lorenzo Domenico era stato al servizio del cardinale Guglielmo Longhi, diventando precettore del nipote Matteo negli anni in cui si trovava nella sede papale di Avignone nel 1294, per poi, fatto ritorno a Bergamo, continuare nella carriera di insegnante insieme ai figli Venturino, che poi diventerà frate domenicano, e Jacopo, creando quella che fu la più importante scuola di Bergamo di grammatica, retorica, e dialettica in prossimità della porta San Giacomo del Trecento. Nella scuola si formò una importante biblioteca con opere dei classici latini e greci in particolare di Cicerone. Alla morte del padre avvenuta il 4 gennaio 1344, Jacopo Domenico è citato come «f. q. Magistri fratris Laurencii De apiis sive de avo», e venendo chiamato “Crottus" o "Crotus”.
Il fratello Venturino, fu sicuramente importante per Jacopo Domenico, risulta infatti al suo fianco nel pellegrinaggio romano del 1335. Dopo questo fatto Domenico non si mosse più da Bergamo continuando la sua attività di insegnamento e venendo premiato per questa sua professione dal consiglio dei Saggi l'11 febbraio 1342, che gli conferì onori personali. La sua attività di maestro fu associata a quella di copista, fu suo il lavoro di copiatura del 1350 delle «Lectura super Codice» opera di Alberico da Rosciate.
Il personaggio è noto per aver instaurato con Petrarca una corrispondenza nel 1354 e 1354, in quanto il poeta era alla ricerca di informazioni circa scritti di Cicerone, scritti che erano presenti nella ricca biblioteca che Domenico aveva ereditato dal padre Lorenzo. I contatti tra i due avvennero grazie all'orafo bergamasco Enrico Capra, che oltre al suo lavoro era appassionato di letteratura.  Nelle Epistole del Petrarca vi è documentazione che ringrazia Jacopo Domenico per aver rivetuto un esemplare delle Tusculanae disputationes, e che riteneva di poter contare ancora sulla sua amicizia per eventuali altri documenti.
Jacopo Domenico dettò le sue volontà testamentarie il 13 luglio 1361 presso il notaio Gherardo Saiano nelle quali espresse il desiderio di costituire un fondo con una rendita di 300 lire imperiali che annualmente la Congregazione della Misericordia Maggiore, a cui lasciata il patrimonio come indicato dal padre, doveva versare agli scolari più poveri. Essendo questo l'ultimo documento che lo cita, si ritiene che sia morto nel 1361.